# Лидтке, Гарри
Га́рри Ли́дтке (нем. Harry Liedtke; 12 октября 1882, Кёнигсберг — 28 апреля 1945, Бад-Заров) — немецкий актёр театра и кино.

## Биография
Лидтке родился в многодетной семье коммерсанта и был седьмым из двенадцати детей. После смерти отца с 1896 года воспитывался в приюте, учился в гимназии в Кёнигсберге, работал в лавке колониальных товаров. Познакомившись с Гансом Оберлендером, руководившим Королевским театром в Берлине, принял решение учиться на актёра. Осенью 1904 года он уже получил первую роль в городском театре Фрайберга, а также играл во многих других театрах. В 1908 году работал в Новом немецком театре в Нью-Йорке, а в 1909 году был занят в постановках Немецкого театра в Берлине. В 1913—1914 годах служил в мангеймском придворном национальном театре.
Первую роль в кино Лидтке исполнил в 1912 году. Ему доставались преимущественно роли молодых любовников, джентльменов и легкомысленных дворян. Поначалу снимался в фильмах Оскара Местера, затем играл у Эрнста Любича. Лидтке пользовался большой любовью у публики, в особенности во второй половине 1920-х годов, сыграв в многочисленных опереттах немого кино, в частности, с Марлен Дитрих в «Целую вашу руку, мадам».
Карьера в звуковом кино продвигалась для Лидтке со сложностями, возраст заставлял его перейти к возрастным ролям. Значительным этапом в творчестве Лидтке стала роль в фильме Хайнца Рюмана Sophienlund. Последнюю роль в кино Лидтке сыграл в 1944 году в ленте «Концерт».
В 1920—1928 годах Лидтке был женат на актрисе Кете Дорш, затем находился в отношениях с Марией Паудлер.
28 апреля 1945 года Гарри Лидтке был убит на своей вилле в Бад-Зарове. Обстоятельства смерти не ясны, о них бытуют противоречивые представления. По одной из версий, причиной гибели Лидтке послужила его страсть к охоте: в его доме солдатами наступавшей Красной армии было найдено запрещенное к хранению огнестрельное оружие. Другая версия предполагает, что Лидтке был убит группой солдат при попытке защитить от посягательств свою вторую супругу, актрису Кристу Торди.
Похоронен в Бад-Зарове на кладбище при деревенской церкви в районе Писков.

## Фильмография
| - 1912: Zu spät - 1913: Der wankende Glaube - 1913: Eva - 1914: Schuldig - 1915: Die Tat von damals - 1915: Der Krieg brachte Frieden - 1916: Das rätselhafte Inserat - 1916: Leutnant auf Befehl - 1916: Wie ich Detektiv wurde - 1916: Der Amateur - 1916: Arme Eva Maria - 1916: Das Bild der Ahnfrau - 1916: Die bleiche Renate - 1917: Das fidele Gefängnis - 1917: Das Geheimnis der leeren Wasserflasche - 1917: Die Hochzeit im Excentricclub - 1917: Lulu - 1917: Dornröschen - 1917: Дама с камелиями — Die Kameliendame - 1918: Der Flieger von Goerz - 1918: Das Opfer - 1918: Der Rodelkavalier - 1918: Die blaue Mauritius - 1918: Das Rätsel von Bangalor - 1918: Кармен — Carmen - 1918: Das Mädel vom Ballett - 1918: Жёлтый билет /Der gelbe Schein - 1918: Die Augen der Mumie Ma - 1919: Komtesse Dolly - 1919: Мадам Дюбарри — Madame Dubarry - 1919: Вендетта — Vendetta - 1919: Die Tochter des Mehemed - 1919: Kreuzigt sie! - 1919: Die Austernprinzessin - 1919: Moral und Sinnlichkeit - 1919: Irrungen - 1919: Rebellenliebe - 1919: Retter der Menschheit - 1919: Der Tempelräuber - 1920: Сумурун — Sumurun - 1920: Der Gefangene - 1920: Das einsame Wrack - 1920: Indische Rache - 1920: Die Tänzerin Barberina - 1920: So ein Mädel - 1920: Человек без имени — Der Mann ohne Namen - 1921: Mein Mann — Der Nachtredakteur - 1922: Das Weib des Pharao - 1922: The Last Payment - 1923: Венецианский купец — Der Kaufmann von Venedig - 1923: Летучая мышь — Die Fledermaus - 1923: Die Liebe einer Königin - 1923: Таковы мужчины / Маленький Наполеон — So sind die Männer - 1923: Der Seeteufel - 1924: Orient — Die Tochter der Wüste - 1924: Ein Traum vom Glück - 1924: Nanon - 1924: Финансы великого герцога — Die Finanzen des Großherzogs - 1925: Die Frau für 24 Stunden - 1925: Gräfin Mariza - 1925: Liebe und Trompetenblasen - 1925: Um Recht und Ehre - 1925: Die Insel der Träume - 1925: Die Puppenkönigin - 1926: Мадам не хочет детей — Madame wünscht keine Kinder | - 1926: Die lachende Grille - 1926: Die Welt will belogen sein - 1926: Der Feldherrnhügel - 1926: Das Mädel auf der Schaukel - 1926: Kreuzzug des Weibes - 1926: Der Veilchenfresser - 1926: An der schönen blauen Donau - 1926: Die Wiskotten - 1926: Die Försterchristel - 1926: Der Abenteurer - 1926: Der Mann ohne Schlaf - 1926: Nixchen - 1927: Wochenendzauber - 1927: Das Schicksal einer Nacht - 1927: Ein Mädel aus dem Volke - 1927: Die rollende Kugel - 1927: Das Heiratsnest - 1927: Das Fürstenkind - 1927: Regine, die Tragödie einer Frau - 1927: Die letzte Nacht/The Queen Was in the Parlour - 1927: Durchlaucht Radieschen - 1927: Der Soldat der Marie - 1927: Die Geliebte - 1927: Faschingszauber - 1927: Eine tolle Nacht - 1927: Die Spielerin - 1927: Нищий студент — Der Bettelstudent - 1928: Der Herzensphotograph - 1928: Der Faschingsprinz - 1928: Der moderne Casanova - 1928: Das Spiel mit der Liebe - 1928: Robert und Bertram - 1928: Amor auf Ski - 1928: Dragonerliebchen - 1928: Mein Freund Harry - 1929: Die Konkurrenz platzt - 1929: Vater und Sohn - 1929: Der schwarze Domino - 1929: Großstadtjugend - 1929: Der lustige Witwer - 1929: Der Held aller Mädchensträume - 1929: Die Zirkusprinzessin - 1929: Целую вашу руку, мадам — Ich küsse Ihre Hand, Madame - 1930: Der keusche Joseph - 1930: Der Korvettenkapitän - 1930: O Mädchen, mein Mädchen, wie lieb' ich Dich! - 1930: Delikatessen - 1930: Donauwalzer - 1930: Образование для дочери — Der Erzieher meiner Tochter - 1931: Nie wieder Liebe - 1931: Der Liebesarzt - 1932: Liebe in Uniform - 1933: Der Page vom Dalmasse-Hotel - 1933: Wenn am Sonntagabend die Dorfmusik spielt - 1934: Zwischen zwei Herzen - 1935: Liebesleute - 1936: Город Анатоль — Stadt Anatol - 1937: Gefährliches Spiel - 1938: Es leuchten die Sterne - 1938: Прусская любовная история — Preußische Liebesgeschichte (UA: 1950) - 1941: Квакс, незадачливый пилот — Quax, der Bruchpilot - 1942: Sophienlund - 1943: Der Majoratsherr - 1944: Das Konzert |